# جون كاربين
جون كاربين (بالإنجليزية: John Carbine)‏ هو لاعب بيسبول أمريكي محترف.